# Dendrolycosa duckitti
Espèce
Dendrolycosa duckitti est une espèce d'araignées aranéomorphes de la famille des Pisauridae.

## Distribution
Cette espèce se rencontre au Laos et en Indonésie à Sumatra.

## Description
La carapace du mâle holotype mesure 4,1 mm de long sur 3,4 mm et l'abdomen 6,1 mm de long sur 3,1 mm et la carapace de la femelle paratype mesure 4,9 mm de long sur 3,9 mm et l'abdomen 6,2 mm de long sur 3,7 mm.

## Étymologie
Cette espèce est nommée en l'honneur de Gerald Duckitt.

## Publication originale
- Jäger, 2011 : Revision of the spider genera Nilus O. Pickard-Cambridge 1876, Sphedanus Thorell 1877 and Dendrolycosa Doleschall 1859 (Araneae: Pisauridae). Zootaxa, no 3046, p. 1-38.